# قومية كرواتية

التوزع العرقي في الإمبراطورية النمساوية المجرية

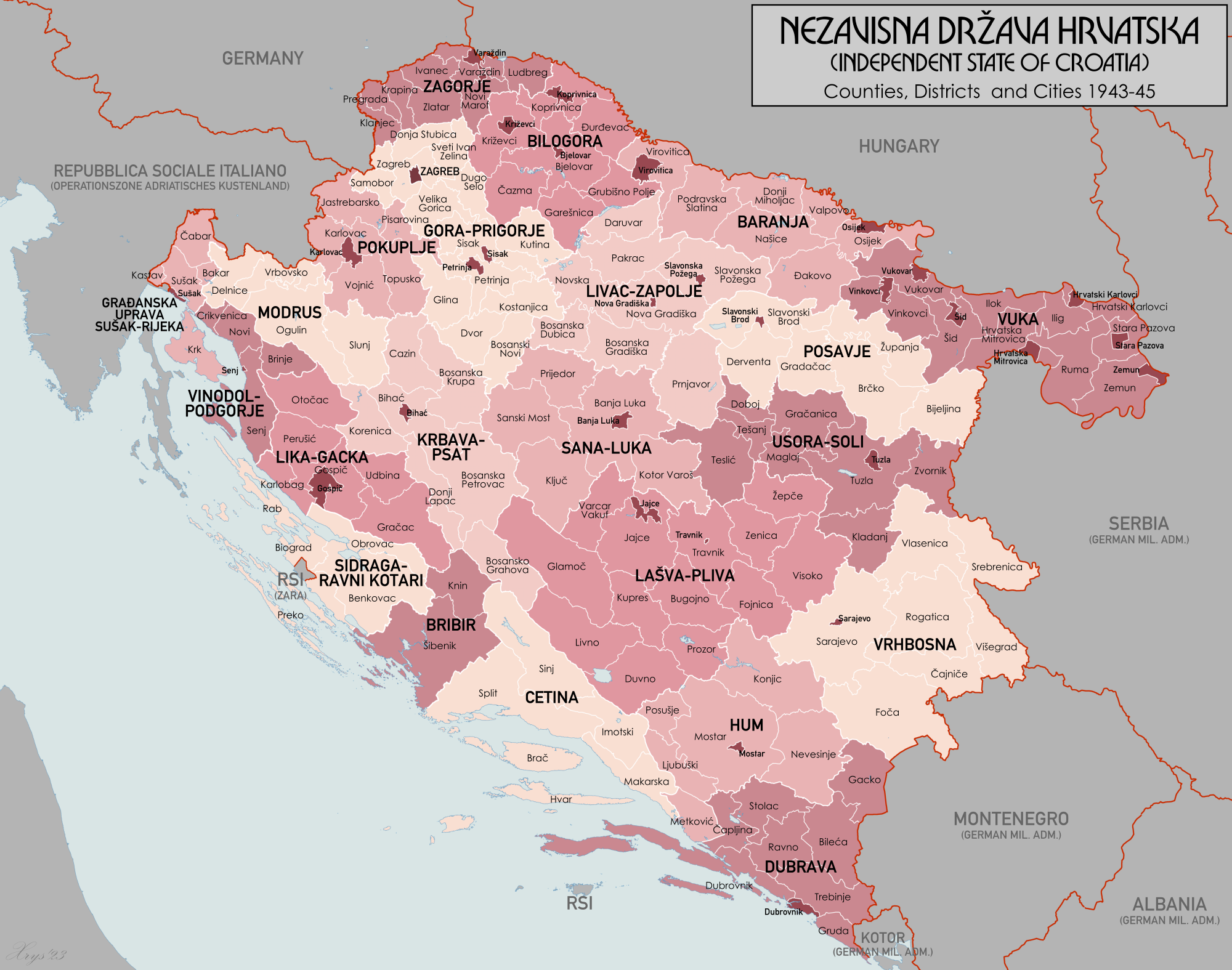
حدود كرواتيا خلال الحرب العالمية الثانية

القومية الكرواتية (بالكرواتية|Hrvatski nacionalizam) هي حركة سياسية واجتماعية كرواتية هدفت إلى الاستقلال الوطني وتكوين دولة قومية للكروات وهو الأمر الذي لم يتحقق إلا في نهاية القرن العشرين، وخلال الحقبة التي حكمت فيها الإمبراطورية النمساوية ظهر الحس القومي للأقليات ضمن الإمبراطورية وبعد الحرب العالمية الأولى وهزيمة الإمبراطورية النمساوية المجرية شكل الكروات والصرب والسلوفينيين مملكة يوغسلافيا إلا أن الحس القومي الكرواتي بقى حيا لتشكل على أنقاض يوغسلافيا دولة كرواتيا خلال الحرب العالمية الثانية.